# Großohr-Gleitbilch
Der Großohr-Gleitbilch (Idiurus macrotis) ist eine der zwei Arten der Gleitbilche. Er kommt in mehreren voneinander getrennten Gebieten Afrikas südlich der Sahara im äquatorialen Regenwald vor.

## Merkmale
Der Großohr-Gleitbilch erreicht eine Kopf-Rumpf-Länge von etwa 7,3 bis 10,5 Zentimetern, hinzu kommt ein etwa 11,0 bis 18,6 Zentimeter langer Schwanz. Das Gewicht beträgt etwa 26 Gramm. Die Hinterfußlänge beträgt 19 bis 22 Millimeter, die Ohrlänge 17 bis 18 Millimeter. Er ist damit zwar größer als der verwandte Zenkers Gleitbilch (Idiurus zenkeri), jedoch noch immer deutlich kleiner als alle anderen Dornschwanzhörnchen. Das Rückenfell ist sepia-grau bis mausgrau, die Haare sind an der Basis dunkel schokoladenbraun. Im gesamten Rückenfell stehen einzelne längere Haare hervor. Das Bauchfell ist etwas blasser, manchmal leicht rosafarben getönt, und die Haare sind schwarz-grau an der Basis. Die Gleitmembran ist körpernah unbehaart, zum äußeren Rand jedoch mit kurzen dunklen Haaren bedeckt. Die Ohren sind relativ groß und braun, dabei weitgehend unbehaart. Die Vibrissen sind sehr lang und schwarz.
Die Vorderbeine und die Hinterbeine sind kurz, die Knöchel und Gelenke sind mit dünnen Haarbüscheln besetzt und die Zehen weisen Haarkämme auf. Der Schwanz ist dünn, sehr lang und erreicht eine Länge, die etwa 150 % der Kopf-Rumpf-Länge entspricht. An den Außenseiten besitzt er federartig ausgebildete und lange, dunkle Haare. Die Unterseite besitzt zwei Reihen sehr kurzer borstenartiger Haare und kleine Hornschuppen, die im Bereich des Schwanzansatzes in waagerechten Reihen von drei oder mehr Schuppen angeordnet sind.
Der Schädel hat eine Gesamtlänge von durchschnittlich 26,1 Millimetern (25 bis 27 Millimeter) und eine durchschnittliche Breite von 14,8 Millimetern (13,6 bis 16,1 Millimeter). Die Weibchen haben zwei Paar Zitzen.

## Verbreitung und Lebensräume

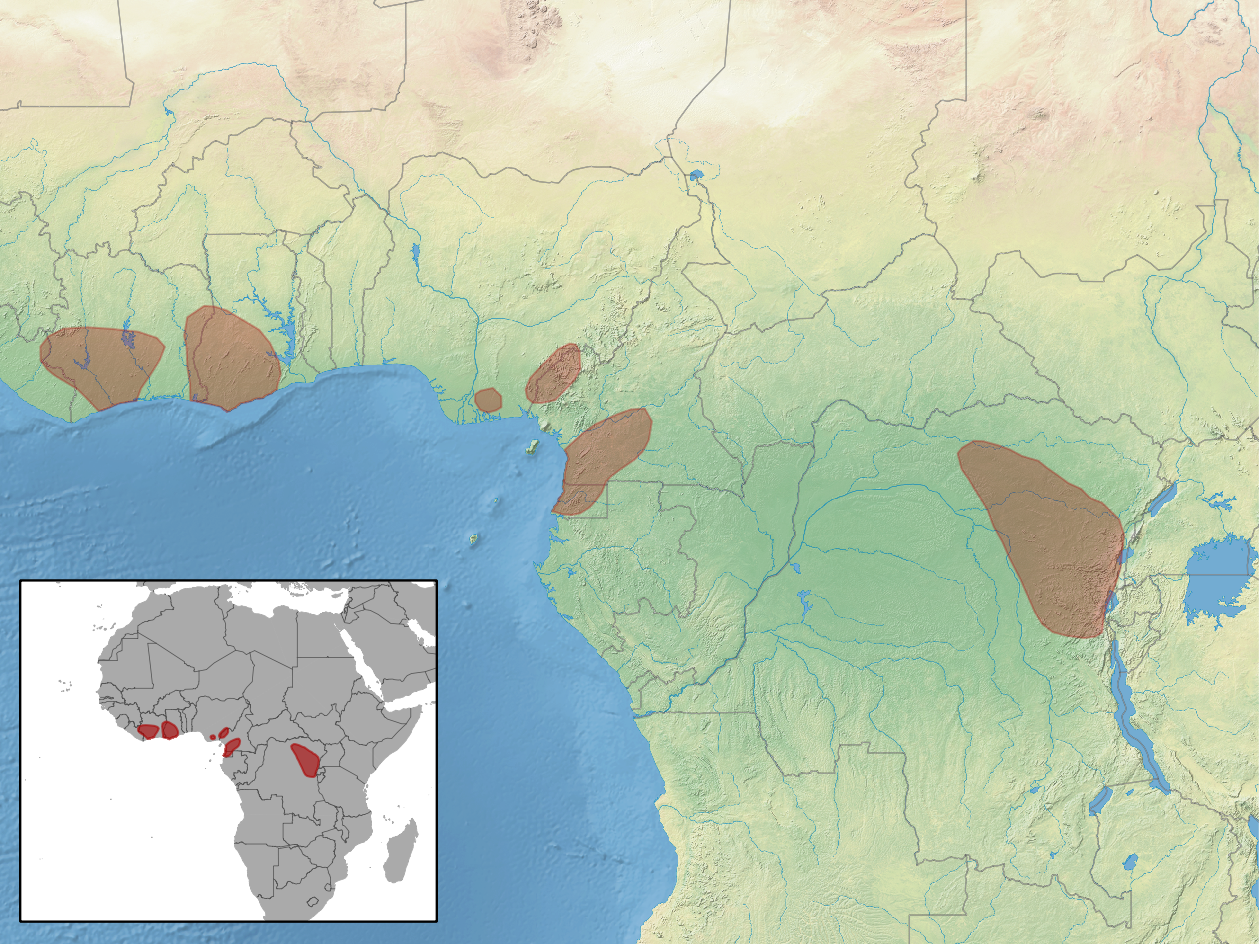
Verbreitungsgebiete des Großohr-Gleitbilchs

Der Großohr-Gleitbilch kommt in mehreren voneinander getrennten Gebieten Afrikas südlich der Sahara im äquatorialen tropischen Regenwald vor. Die Verbreitungsgebiete liegen in Westafrika in Liberia, in der Elfenbeinküste, in Ghana und im Südosten Nigerias, in Zentralafrika im Süden Kameruns, in Äquatorial-Guinea, im Nordwesten Gabuns sowie im Nordwesten der Demokratischen Republik Kongo. Historisch ist die Art auch südlich des Victoriasees in Tansania nachgewiesen.

## Lebensweise
Der Großohr-Gleitbilch ist nachtaktiv und fast ausschließlich baumlebend (arboricol), er ist zudem ein sehr guter Gleiter. Die Tiere verbringen den Tag in Baumhöhlen verschiedener Baumarten. Sie sind gregär, sammeln sich also zu zahlreichen Tieren, und teilen sich auch mit mehreren Individuen eine Baumhöhle. In Kamerun wurden 1940 bis zu 100 Gleitbilche (beide Arten) in einzelnen Bäumen beschrieben, in Gabun wurden einzelne Paare, aber auch Gruppen bis zu 40 Individuen pro Höhle gefunden. In Gruppen kuscheln sie sich ähnlich wie Fledermäuse aneinander und die Höhle kann neben Gleitbilchen auch andere Dornschwanzhörnchen, Afrikanische Bilche wie Graphiurus nagtglasii oder auch Fledermausarten wie Hipposideros cyclops oder Faltlippenfledermäuse beherbergen. Sie verlassen den Bau am frühen Abend und bleiben bis zum Morgen aktiv, wobei sie bei der Nahrungssuche solitär bleiben. Die Tiere ernähren sich herbivor vor allem von verschiedenen Früchten, außerdem knabbern sie an Rinden und Harzquellen. Bei einem einzelnen männlichen Großohr-Gleitbilch, der mit einem Sender ausgestattet und beobachtet wurde, betrug der Aktionsraum innerhalb von 48 Stunden etwa drei Hektar und er legte in einer Nacht etwa 780 Meter zurück.
Über die Fortpflanzung liegen nur sehr wenige Angaben vor. In der Demokratischen Republik Kongo wurden bei fünf gefangenen Weibchen jeweils ein einzelner Embryo gefunden. Trächtige Tiere wurden zwischen Juni und August festgestellt und in Kamerun wurden Weibchen mit Jungtieren im Juni registriert.

## Systematik
Der Großohr-Gleitbilch wird als eigenständige Art innerhalb der Gattung der Gleitbilche (Idiurus) innerhalb der Dornschwanzhörnchen (Anomaluridae) eingeordnet, die aus zwei Arten besteht und neben ihm noch Zenkers Gleitbilch (Idiurus zenkeri) beinhaltet. Die wissenschaftliche Erstbeschreibung stammt von dem Zoologen Gerrit Smith Miller aus dem Jahr 1898, der die Art anhand von Individuen aus Efulen in Kamerun beschrieb.
Innerhalb der Art werden neben der Nominatform keine Unterarten unterschieden. Als Synonyme werden Idiurus cansdalei Hayman, 1946, Idiurus langi J.A. Allen, 1922 und Idiurus panga J.A. Allen, 1922 betrachtet, wobei Idiurus cansdalei als Unterart und Idiurus langi und Idiurus panga zeitweise als eigene Arten eingeordnet wurden.

## Status, Bedrohung und Schutz
Der Großohr-Gleitbilch wird von der International Union for Conservation of Nature and Natural Resources (IUCN) als nicht gefährdet („Least Concern“) gelistet. Begründet wird dies durch das vergleichsweise große Verbreitungsgebiet, das trotz der fleckenhaften nachgewiesenen Vorkommen als zusammenhängender angenommen wird als bekannt ist. Die Populationen und Bestandszahlen sind nicht bekannt, man nimmt jedoch auch keine bestandsgefährdenden Gefahren für diese Art an. Teilweise könnte die Entwaldung regional zu einer Bedrohung für die Art werden.

## Belege
1. 1 2 3 4 5 6 7 8 9 10  Brian J. Stafford, Richard W. Thorington, Jr.: Idiurus macrotis, Long-Eared Pygmy Anomalure (Long-Eared Scaly-Tailed Flying Squirrel). In: Jonathan Kingdon, David Happold, Michael Hoffmann, Thomas Butynski, Meredith Happold und Jan Kalina (Hrsg.): Mammals of Africa Volume III. Rodents, Hares and Rabbits. Bloomsbury, London 2013, S. 612–613; ISBN 978-1-4081-2253-2.
2. 1 2 3  Idiurus macrotis in der Roten Liste gefährdeter Arten der IUCN 2015.3. Eingestellt von: R. Hutterer, J. Decher, 2008. Abgerufen am 6. Dezember 2015.
3. 1 2 3 4   Idiurus macrotis (Memento des Originals vom 20. Dezember 2015 im Internet Archive)  Info: Der Archivlink wurde automatisch eingesetzt und noch nicht geprüft. Bitte prüfe Original- und Archivlink gemäß Anleitung und entferne dann diesen Hinweis.. In: Don E. Wilson, DeeAnn M. Reeder (Hrsg.): Mammal Species of the World. A taxonomic and geographic Reference. 2 Bände. 3. Auflage. Johns Hopkins University Press, Baltimore MD 2005, ISBN 0-8018-8221-4.